# Stefan Bareła
Stefan Bareła (Zapolice, 24 de junho de 1916 — Zapolice, 12 de fevereiro de 1984) foi bispo católico romano de Czastochowa.

## Vida
Bareła recebeu a ordenação sacerdotal em 25 de março de 1944, por Teodor Kubina, Bispo de Częstochowa, na Igreja de São Tomás Apóstolo, em Cracóvia.
O Papa João XXIII nomeou-o em 26 de outubro de 1960 como bispo auxiliar em Częstochowa e, ao mesmo tempo, bispo titular de Hyllarima. A ordenação episcopal lhe foi dada no dia 8 de janeiro de 1961, por seu bispo diocesano Zdzisław Goliński, na Catedral Basílica da Sagrada Família, Częstochowa; os co-consagradores foram Karol Józef Wojtyła, bispo auxiliar em Cracóvia, e Stanisław Czajka, bispo auxiliar em Częstochowa. Em 17 de janeiro de 1964, foi nomeado pelo Papa Paulo VI como bispo da Diocese de Czestochowa.
Ele morreu no cargo em 1984 e foi sepultado na Cripta da Catedral Basílica da Diocese de Częstochowa.